# Persipyrgula
Persipyrgula is een geslacht van weekdieren uit de klasse van de Gastropoda (slakken).

## Soort
- Persipyrgula saboori (Glöer & Pešić, 2009)